# Honório Novo
José Honório Faria Gonçalves Novo (Barcelos, 24 de Outubro de 1950) é um político português, filho de José Pires Gonçalves Novo e de Maria Eunice Faria Soares, é filiado ao PCP.
Honório Novo é licenciado em Engenharia Eletrotécnica e professor do Ensino Secundário. Enquanto estudante pertenceu ao Coral de Letras da universidade do Porto e cuja direcção chegou a presidir. Para além disso, foi também presidente da direcção do Círculo de Cultura Teatral – Teatro Experimental do Porto.
Relativamente à sua carreira política, foi eleito deputado na Assembleia da República pelo Partido Comunista Português (PCP) nas VIII, IX, X, XI e XII legislaturas. Entre 1990 e 1994, foi vereador na Câmara Municipal de Gaia e em 1994 tornou-se deputado no Parlamento Europeu, onde esteve durante 5 anos. Após a saída do Parlamento Europeu, entrou na Câmara Municipal de Matosinhos, onde foi vereador entre 2001 e 2009. Foi agraciado com a Medalha de Mérito Municipal do município de Vila Nova de Gaia.
Divorciado, tem duas filhas, de seus nomes Mariana (licenciada em Medicina Veterinária) e Sofia (licenciada em música pelo Conservatório de Antuérpia).

## Comissões Parlamentares a que pertenceu
1. Comissão de Assuntos Europeus (Coordenador GP)
2. Comissão de Orçamento, Finanças e Administração Pública
3. Comissão Parlamentar de Inquérito ao Processo de Nacionalização de Negócios S.A. (Coordenador GP)
4. Grupo de Trabalho - Iniciativas Europeias
5. Grupo de Trabalho - Regime Fiscal das Sociedades Desportivas